# Gerald FitzGerald (8e comte de Kildare)
Pour les articles homonymes, voir Gerald FitzGerald et FitzGerald.
Gerald FitzGerald (vers 1456 – 3 septembre 1513), 8e comte de Kildare de 1478 à 1513, Lord Deputy d’Irlande de 1478 à 1492 et de 1496 à 1513, fut un véritable « roi sans couronne » d’Irlande.

## Origine
Gérald FitzGerald ou Gérald le Grand connu également sous le nom de Garret Mor (gaélique : Gearóid  Mór), est le fils de Thomas (7e comte de Kildare) « Lord Deputy d'Irlande » de 1468 à  1475, mort en 1478 issu de la Famille FitzGerald et de Jane FitzGerald de Desmond.

## «Presque roi»
Gearóid  Mór Fitzgerald est nommé Lord Deputy en 1477 mais il est aussitôt remplacé par un pur anglais Henri Lord Grey. Les seigneurs du Pale protestent immédiatement au Parlement de Dublin auprès du roi Édouard IV d'Angleterre qui est obligé de le rétablir en 1478. Il hérite également du titre de Comte de Kildare à la mort de son père la même année.
Garret Mor réussit habillement à maintenir sa position en Irlande après que la Maison d'York ait été renversée en 1485 par Henri Tudor en Angleterre. Toutefois comme de nombreux seigneurs Irlandais le comte de Kildare se compromet  en supportant la tentative d’usurpation de Lambert Simnel.
Le jeune Lambert Simnel fort du soutien de la sœur des rois Édouard IV d'Angleterre et Richard III d'Angleterre, Marguerite d’York, régente des Pays-Bas et veuve de Charles le Téméraire, débarque à Dublin le 5 mai 1487. Il prétend être Édouard Plantagenêt. Soutenu par les comtes de Lincoln et par Lord Lovell il est reconnu par les Yorkistes et couronné dans la cathédrale du Christ-roi de Dublin le 24 mai 1487 sous le nom de « Édouard VI d'Angleterre ». Le coup d’État se solde finalement par un échec et le roi Henri VII d'Angleterre pardonne dans un acte du 25 mai 1488 à 33 seigneurs et autres importants personnages qui comme Gearóid  Mór s’étaient compromis dans l'affaire.
En 1491, se disant être Richard duc d’York second fils d’Édouard IV d'Angleterre un nouveau prétendant nommé Perkin Warbeck soutenu par les cours européennes débarque à Cork sans opposition du comte de Kildare et réclame la couronne d’Angleterre, sous le nom de « Richard IV ». Il est toutefois défait lors d’un combat à Galway par Garret Mor qui cette fois soutient un peu tardivement le parti du roi Henri VII d'Angleterre. Garret Mor est cependant démis de sa fonction de « Lord Deputy » et remplacé par l’anglais Édouard Poynings.
En 1494 au cours d’un expédition dans le nord de l’Irlande le Comte de Kildare est soupçonné par le nouveau Lord Deputy Édouard Poynings de conspirer avec les O’Donnel et il est arrêté sur ordre du roi en envoyé en Angleterre en février 1494 et incarcéré à la Tour de Londres. Il devra de nouveau prêté serment à Henri VII à Drogheda le 29 septembre 1496 avant d’être rétabli dans ses fonctions de Lord Deputy d'Irlande. Garret Mor qui revient triomphant en Irlande restera ensuite un très fidèle sujet du roi tout en gouvernant l’Irlande comme un « Presque roi ».
C’est ainsi qu’il réprime une rébellion de la ville de Cork en 1500 en exécutant par pendaison le maire de la cité. Il remporte également sur les révoltés du Connacht une grande victoire le 19 août 1504 la bataille de Knockdoe à la tête d’une grande coalition composée d’hommes du Pale et de son comté de Kildare soutenus par les Bourke de Mayo, les O’Donnel, certains O’Neill les Mac Mahon, les Magennis les O’Reilly les O’Connor les Mac Dermot et d’autres familles du nord de l’Irlande contre Ulick IV Fionn Burke de Clanricard les O’Brien de Thomond qui avaient reçu le soutien des Macnamara des O’Kennedy des O’Carrol d’Ely et d’autres clans du Munster.
Le roi Henri VII d'Angleterre récompense le Comte de Kildare en lui octroyant en 1505 des terres à Carlingford Greencastel et Mourne qui rapportaientt 150 livres irlandaises par an et en le faisant élire Chevalier de l'Ordre de la Jarretière.
Lorsque Garret Mor est mortellement blessé lors d’une expédition contre les O’Carrol à Kilkea et qu’il  meurt le 5 septembre 1513 à Kildare, son fils aîné Gearóid Óg lui succède immédiatement comme Lord Deputy d'Irlande.

## Unions et descendances
Garret Mor eut deux épouses :
1) Alison FitzEustace fille de Roland lord Portlester dont:
- Gerald FitzGerald (9e comte de Kildare)
- Margaret FitzGerald épouse du Comte d’Ormonde

2) Elisabeth de St John dont:
- James Mairgeach FitzGerald de Leixlip exécuté le 3 février 1537
- Oliver FitzGerald exécuté le 3 février 1537
- Richard FitzGerald de Fassaroe exécuté le 3 février 1537
- John FitzGerald exécuté le 3 février 1537
- Walter FiztGerald exécuté le 3 février 1537

## Sources
- (en) Cet article est partiellement ou en totalité issu de l’article de Wikipédia en anglais intitulé « Gerald Mór FitzGerald, 8th Earl of Kildare » (voir la liste des auteurs), édition du 21 décembre 2008.